# واين كيركباتريك
واين كيركباتريك (بالإنجليزية: Wayne Kirkpatrick)‏ هو كاتب أغاني أمريكي، ولد في 31 أغسطس 1961.

## وصلات خارجية
- واين كيركباتريك على موقع ميوزك برينز (الإنجليزية)
- واين كيركباتريك على موقع قاعدة بيانات برودواي على الإنترنت (الإنجليزية)
- واين كيركباتريك على موقع ديسكوغز (الإنجليزية)